# Michal Horváth
Michal Horváth, maďarsky Horváth Mihály, (* 1979, Dunajská Streda) je slovenský politik, ekonom a vysokoškolský pedagog maďarské národnosti, od května do října 2023 ministr financí SR ve vládě Ľudovíta Ódora.

## Život
V letech 1997 až 2002 absolvoval magisterské studium managementu na Fakultě managementu Univerzity Komenského v Bratislavě. V roce 2003 získal druhý magisterský titul na Univerzitě v Yorku ve Spojeném království. V letech 2004 až 2007 absolvoval doktorandské studium v na Univerzitě v St Andrews ve Skotsku. V letech 2009 až 2014 byl výzkumným pracovníkem na Oxfordské univerzitě a v letech 2014 až 2019 vyučoval na Univerzitě v Yorku.
V letech 2000 až 2002 působil jako asistent oddělení výzkumu v ING Bank v Bratislavě. V letech 2003 až 2004 byl poradcem státního tajemníka a ředitelem Institutu sociální politiky na Ministerstvu práce, sociálních věcí a rodiny SR. V letech 2007 až 2011 byl poradcem ministra financí SR. V letech 2012 až 2013 působil jako poradce pro finanční analýzy a prognózy UNDP. V letech 2015 až 2019 byl poradcem a stálým tajemníkem platformy Network sdružující nezávislé finanční instituce EU. Byl jedním ze zakládajících členů Rady pro rozpočtovou zodpovědnost a v letech 2020 až 2023 působil jako hlavní ekonom a ředitel odboru ekonomických a měnových analýz Národní banky Slovenska.
V květnu 2023 se stal ministrem financí v úřednické vládě Ľudovíta Ódora. Tím byl až do října téhož roku.